# 1595 Tanga
Ez a szócikk az 1595 Tanga aszteroidról szól, a tanga egyéb jelentéseit lásd: Tanga (egyértelműsítő lap)
Az 1595 Tanga (ideiglenes jelöléssel 1930 ME) a Naprendszer kisbolygóövében található aszteroida. Cyril V. Jackson és Harry Edwin Wood fedezte fel 1930. június 19-én.